# 薛道衡
薛道衡（540年—609年），字玄卿，河東郡汾阴县（今山西省運城市萬榮縣）人。历仕北齐、北周、隋朝，隋炀帝时被处决。
出身官僚家庭，父薛孝通。道衡六歲時早孤，性好學，讀《春秋左氏傳》，有感於子產相鄭之功，作《國僑贊》，见者奇之。歷仕北齊、北周，北齊時，薛道衡待詔文林館，兼主客郎，負責接待北周及南朝陳的使者。隋朝开皇八年（ 588年），被任命为淮南道行台吏部郎，随从晋王杨广、宰相高熲出兵伐陈。隋師臨江，高熲曾問薛道衡：“此番舉兵，能否克定江東，請君言之。”薛回答：“南北分裂已久，戰爭不息，否終斯泰，以運數言之，其必克一世；有德者倡，無德者亡。”
隋朝建立後，任內史侍郎，加開府儀同三司。煬帝即位，愛其才，自番州（今广州）刺史召回，欲委以秘书监一职，但薛道衡不识时务，撰《高祖文皇帝颂》奏上。煬帝讀後大怒，对大臣苏威说：“道衡至美先朝，此《鱼藻》之义也。”改任司隸大夫。司隶刺史房彦谦知其必及祸，劝他杜绝宾客，道衡卻不以为然。一次，朝臣在討論新令，久無結論，道衡說：“向使高熲不死，令決當久行。”御史大夫裴蘊彈劾他：“道衡負才恃舊，有無君之心。見詔書每下，便腹非私議，推惡於國妄造禍端。”隋炀帝称赞裴蕴说：“公论其逆，妙体本心。”後為隋煬帝賜自盡，薛道衡感到非常意外，不肯自尽。司法部門再上奏皇帝，炀帝下令将他用绳子勒死。妻子兒女被发配且末（今新疆且末县）。天下稱冤。唐朝詩人张九龄有《陪王司马登薛公逍遥台》詩：“尝闻薛公泪，非直雍门琴。窜逐留遗迹，悲凉见此心”。
唐朝时，追赠薛道衡为上开府临河县开国公。

## 成就
尚书左仆射杨遵彦见識到薛道衡之後，十分叹赏。隴西辛術曾感嘆，有道衡在，“鄭公（鄭玄）業不亡”，河東裴讞稱他是“自鼎迁河朔，吾谓关西孔子罕值其人，今复遇薛君矣。”。時人譽为“一代文宗”，詩的内容上曲折深入，常有新意。與盧思道齊名，在隋代詩人中藝術成就最高，代表作《昔昔鹽》描寫少婦孤獨寂寞的心情，其中“暗牖懸蛛網，空梁落燕泥”一詞最為膾炙人口，《隋書》：“江東雅好篇什，陳主猶愛雕蟲，道衡每有所作，南人無不吟誦焉”。有文集70卷，後散失，剩三十卷，明人輯有《薛司隸集》一卷。

## 子女
薛道衡有子五人
- 薛大年
- 薛收[11]
- 薛仁宝，秦王府库真[12]
- 薛婕妤，唐高祖婕妤。